# パロミノ
パロミノ(Palomino)は、ヨーロッパブドウの白ブドウ品種。スペインと南アフリカで栽培されている。シェリーの主品種である。

## 特徴
パロミノ種の果実の粒は小さい。果実は淡い緑色であり、熟すにつれて金色を帯びる。生食もできるが、味わいは没個性的であるとされる。パロミノ種産のワインは酸味・甘みともに低く、酒精強化ワインであるシェリーには適しているものの、人工的な酸化を行わない限りスティルワインとしては低品質である。

## 産地

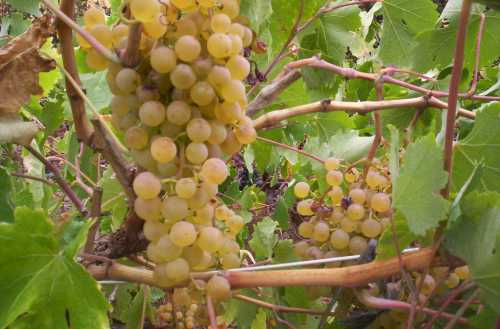
カナリア諸島で栽培されているパロミノ種（当地での呼称はリスタン・ブランコ種）

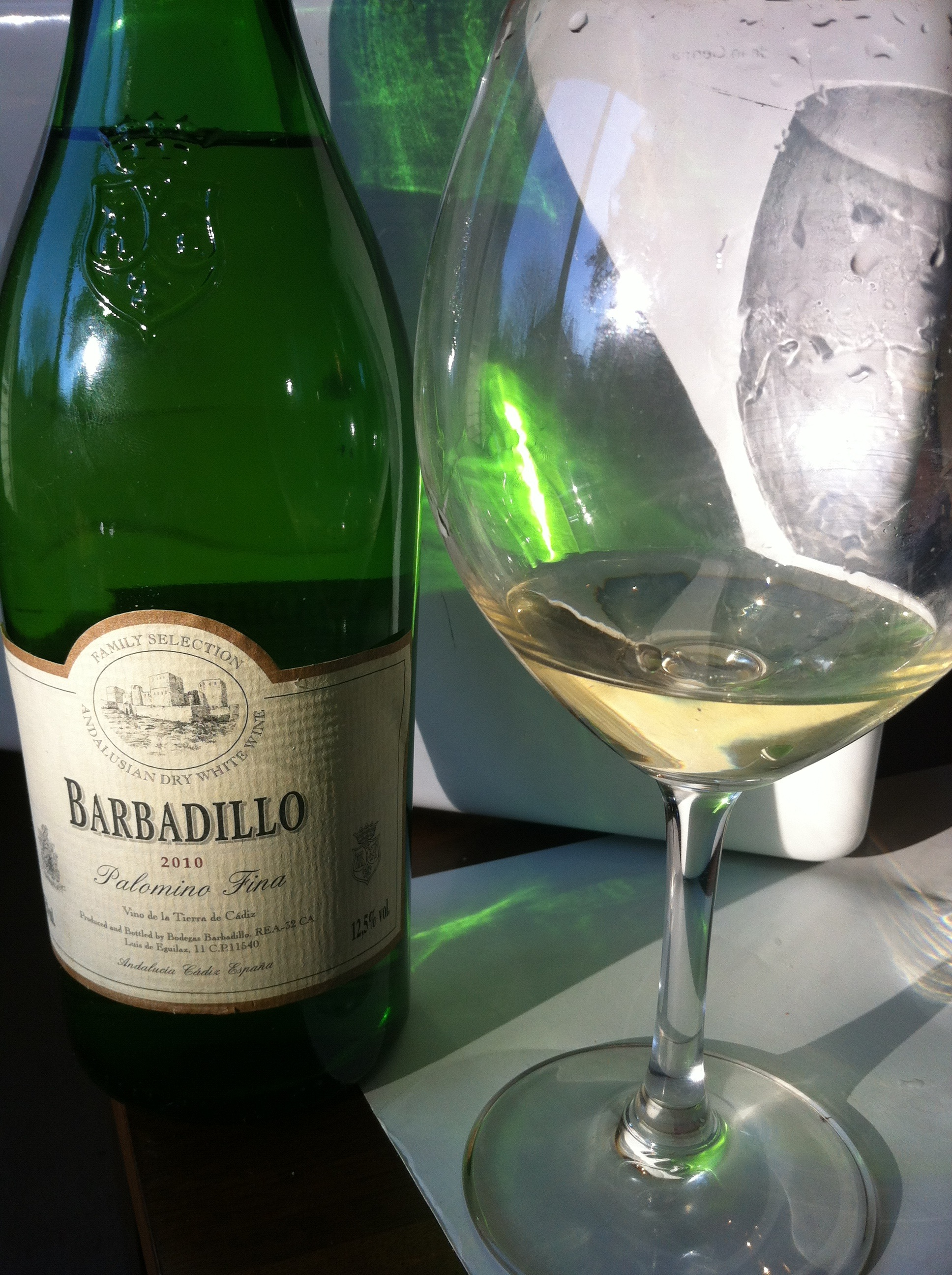
アンダルシア州で生産されたパロミノ種による辛口白ワイン（スティルワイン）

### スペイン
スペインではパロミノ・フィノ、パロミノ・バスト、パロミノ・デ・ヘレスの3種類に分けることができ、シェリーの主品種となるのはパロミノ・フィノである。ヘレス (DO)のブドウ栽培面積の約95%はパロミノ種であり、辛口シェリーはパロミノ種が単独で用いられる。パロミノ種のブドウ果汁はすぐに酸化する傾向があるが、シェリーを生産する際にはその特性を無視することができる。

### 新世界
フランスではリスタン(Listán)種と、南アメリカではFransdruif種またはホワイト・フレンチ(White French)種と呼ばれる。オーストラリアやアメリカ合衆国カリフォルニア州でも栽培されており、それらの地域では主に酒精強化ワインの生産に使用されている。かつてはカリフォルニア州で栽培されているGolden Chasselas種と同一であるとされていた。

## 他品種との関係
イエズス会やフランシスコ会の宣教師(missionary)によって、新大陸ではミッション種が栽培されていた。2006年12月にはスペインの研究者がDNA技術を用いて、カリフォルニアとラテンアメリカのミッション種が今日のスペインでは希少なリスタン・プリエト種（またはパロミノ・ネグロ種）であることを明らかにした。